# Otocepheus spatulatus
Otocepheus spatulatus är en kvalsterart som beskrevs av Sandór Mahunka 2000. Otocepheus spatulatus ingår i släktet Otocepheus och familjen Otocepheidae. Inga underarter finns listade i Catalogue of Life.